# Chrysochraon dispar
Criquet des clairières
Espèce
Le criquet des clairières, Chrysochraon dispar, est une espèce de criquets de la sous-famille des Gomphocerinae de grande taille et vivant sur le continent eurasiatique.

## Description
Le dimorphisme sexuel est très important chez cette espèce.

### Femelles
Les femelles mesurent de 22 à 30 mm, ce qui en fait les plus grands criquets dans de nombreux écosystèmes français. La teinte fondamentale est relativement variable et passe du brun clair au jaune doré avec de nombreuses nuances de beige. Les tibias et la face inférieure des fémurs postérieurs sont d'un rouge plus ou moins vif, presque absent chez certains spécimens. Une bande plus foncée s’étend généralement sur la tête (au niveau des yeux) et sur le bord supérieur des lobes latéraux du pronotum. On note également la présence de points noirs plus ou moins nombreux sur l'intégralité du corps. Les ailes sont à peine plus longues que le pronotum et peuvent se toucher sur le haut du dos.

### Mâles
Les mâles sont beaucoup plus petits (16 à 19 mm) et vert vif avec des reflets métalliques. Leurs tibias et faces inférieures des fémurs postérieurs sont jaunes. La plaque sous-génitale est grande et pointue. Les tegmina sont plus longs et atteignent le niveau du début de plaque sous-génitale. Les ailes postérieures sont quant à elles extrêmement réduites.

### Exceptions
Chez les deux sexes, on croise occasionnellement des individus macroptères, c'est-à-dire dotés de longues ailes pouvant dépasser l'apex de l'abdomen, dont ils peuvent se servir pour voler. Certaines femelles arborent également une livrée rouge, de couleur similaire à celle des tibias postérieurs.

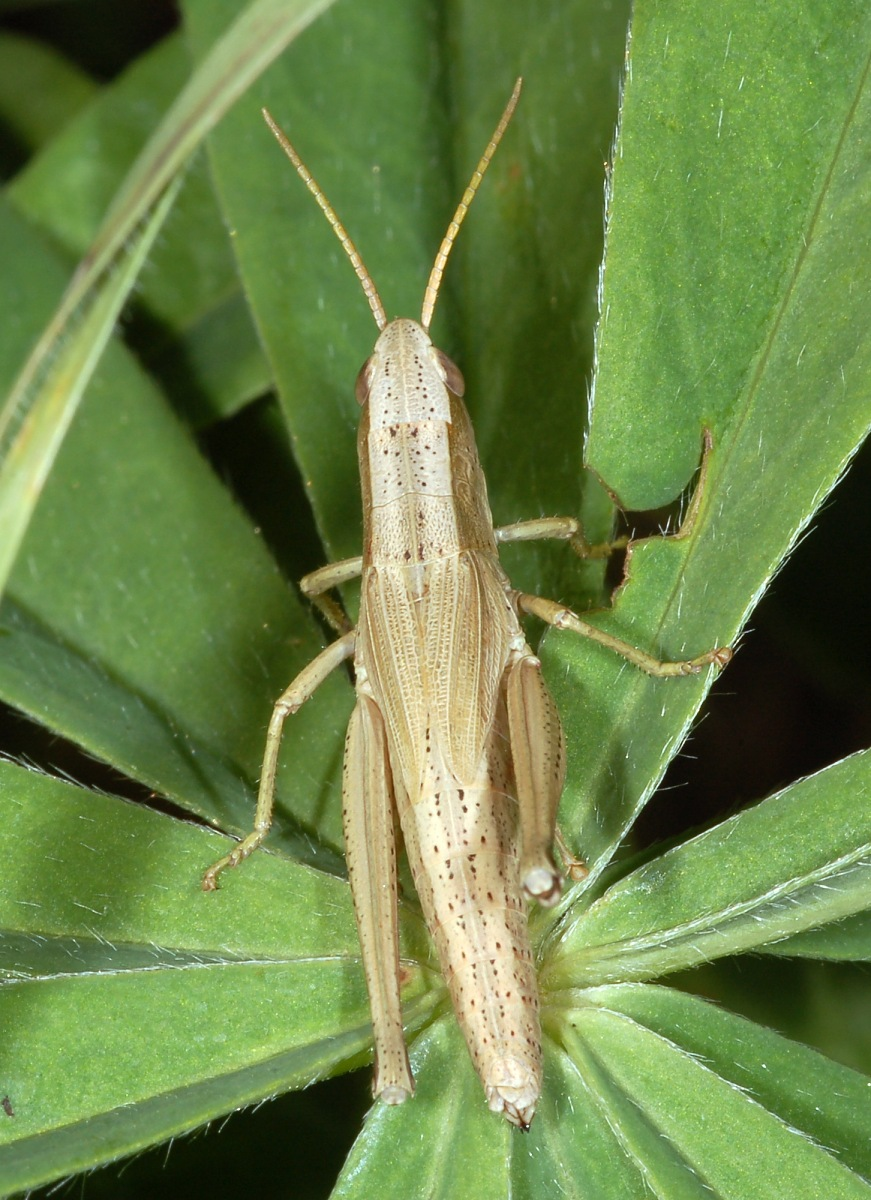
Femelle « normale ».
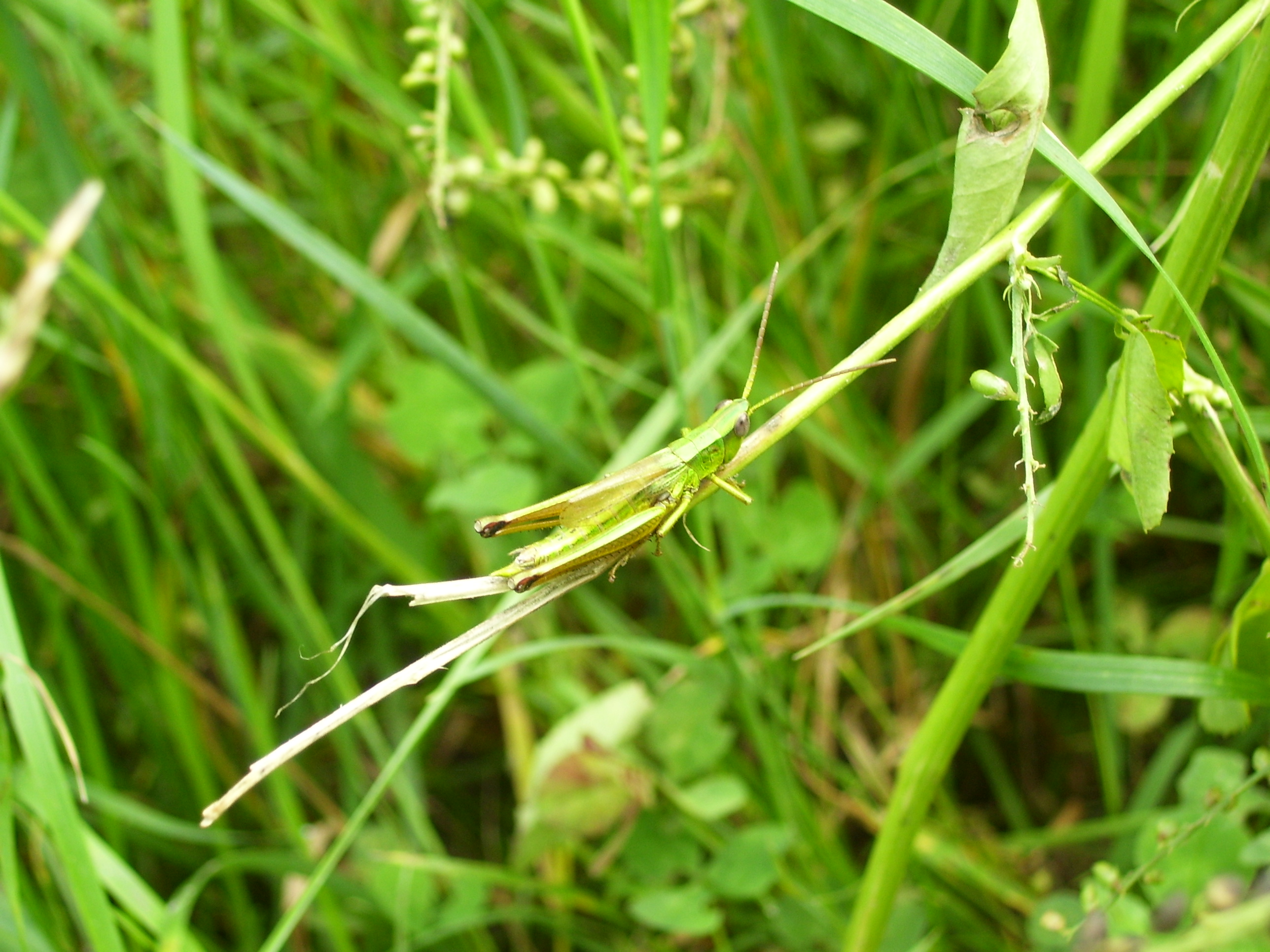
Mâle « normal ».
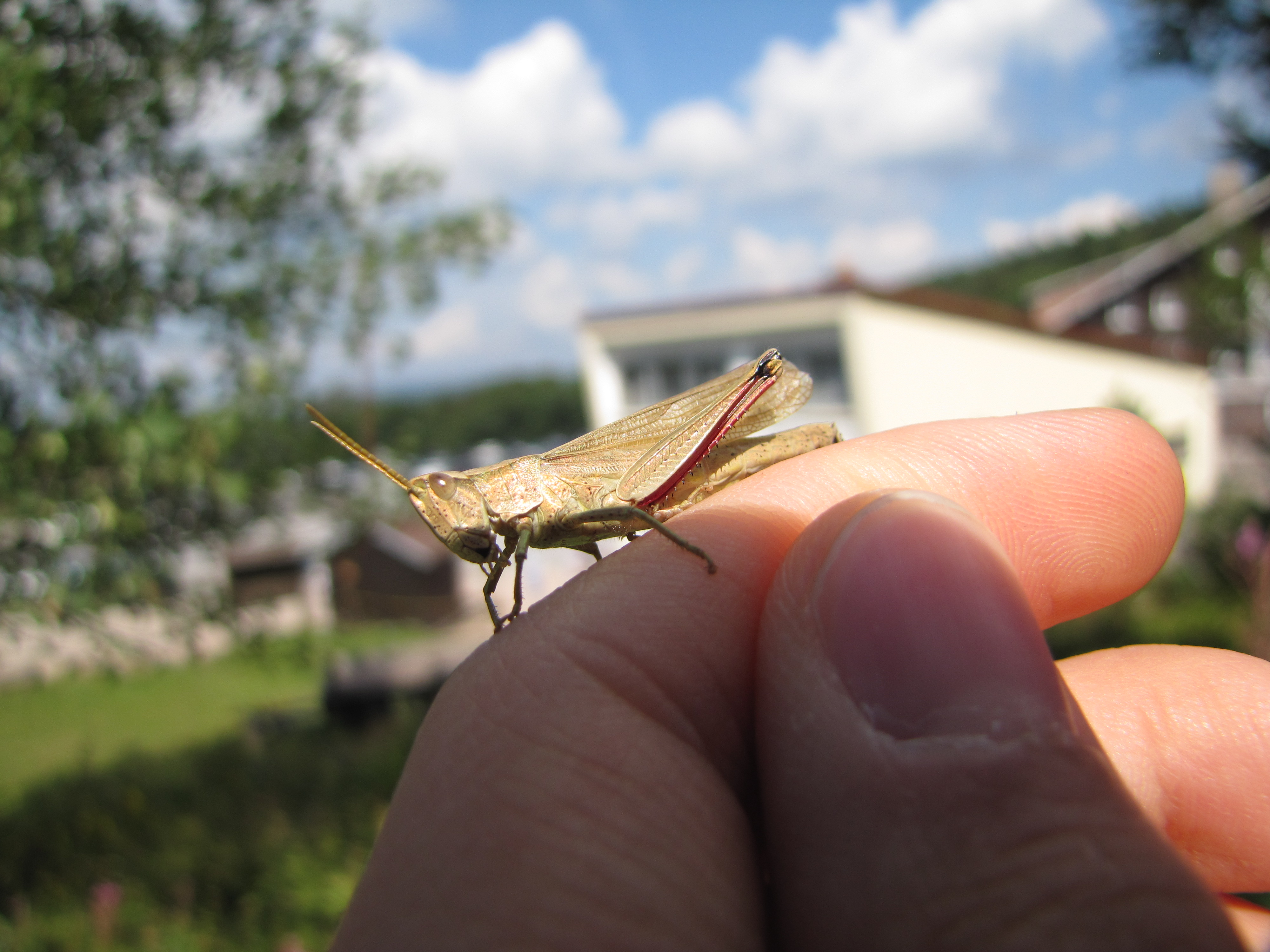
Femelle macropère.
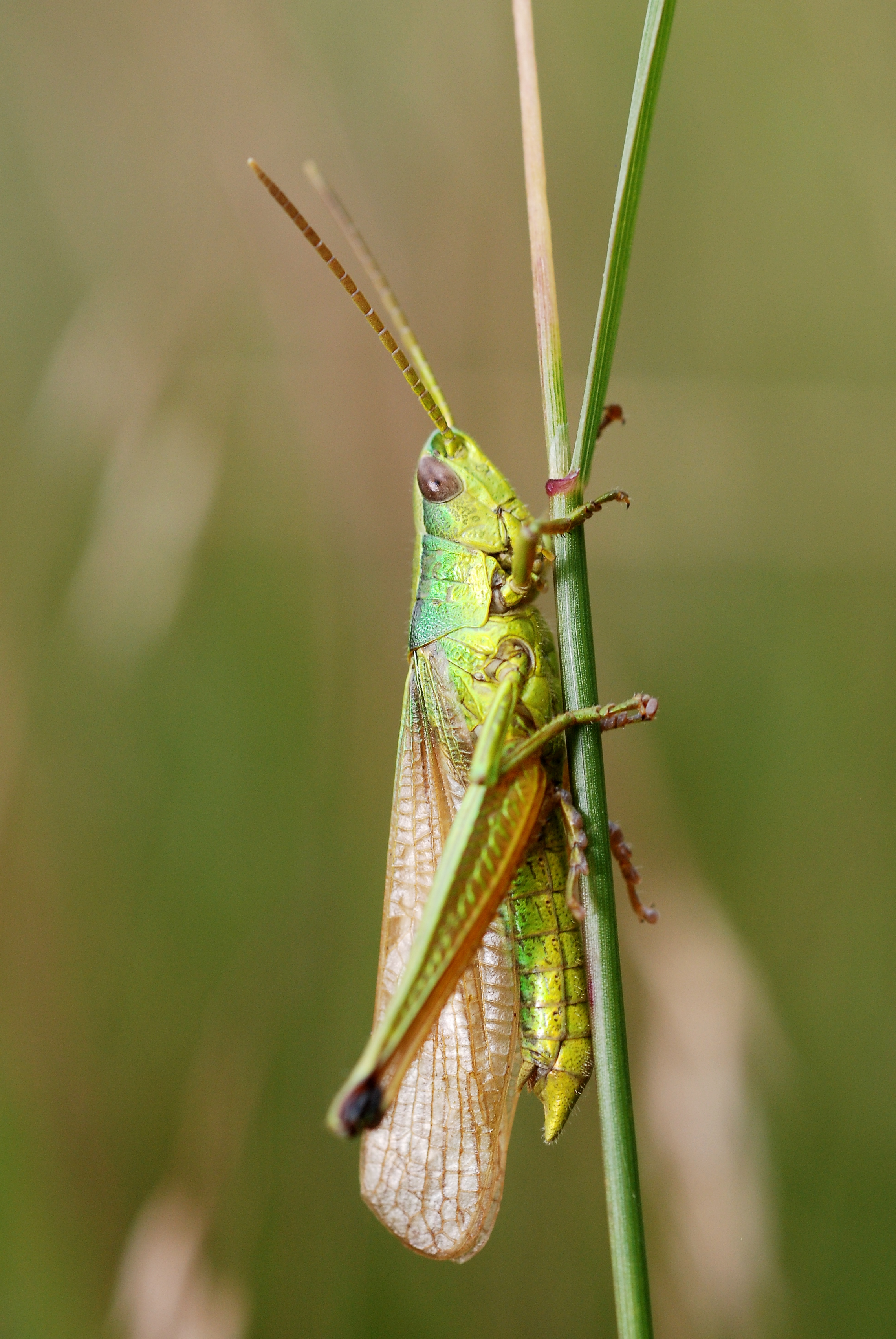
Mâle macroptère.
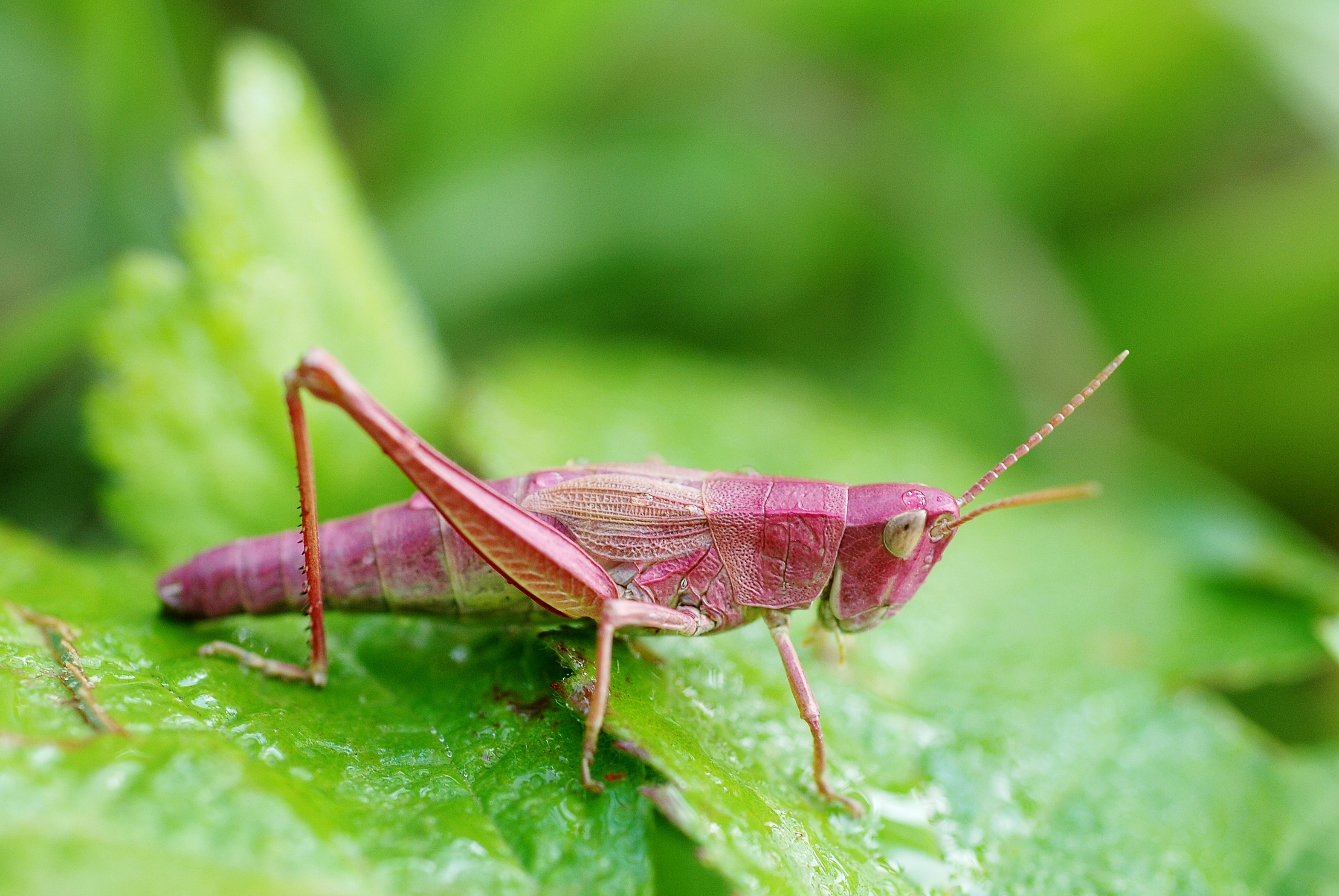
Femelle rouge.

## Répartition
L'espèce est présente dans presque toute l'Eurasie sur une bande s’étendant entre les latitudes de la Scandinavie au Nord et de la Grèce au Sud non comprises. Elle est absente des îles comme les îles méditerranéennes, due Royaume-Uni ou du Japon par exemple. Elle fréquente en général les milieux humides, près des cours d'eau, (dits hygrophiles) ainsi que les clairières (milieu mésophile). Elle est encore présente au-dessus de mille mètres d'altitude et dédaigne les prairies méditerranéennes, trop sèches.

## Biologie
L'espèce est adulte entre juin et octobre. Les jeunes se montrent rapidement au printemps et les femelles se distinguent alors des autres criquets par leur taille plus imposante que chez de nombreuses autres espèces. Le chant, émis seulement de jour, se compose de courtes phrases qui durent une seconde au maximum répétées toutes les 5 à 10 secondes. Chaque phrase se compose de multiples accents, jusqu'à 9 qui sont clairement distincts. L'intensité du chant est relativement forte et celui-ci s’entend sans difficulté à plusieurs mètres de distance. Lorsque le mâle est stressé durant le chant, il arrête de chanter plutôt que de sauter comme le font d'autres criquets. La ponte ne s'effectue pas dans le sol mais dans une tige creuse dans laquelle la femelle enfonce son abdomen à une profondeur atteignant 4 cm en l'étirant puis dépose ses œufs en les enrobant d'une substance durcissant rapidement.

## Liste des sous-espèces
- C. dispar dispar Germar, 1834 (En Europe et jusqu'à l'Est de la Sibérie)
- C. dispar giganteus Harz, 1975 (En Italie et en Albanie)
- C. dispar intermedius Miksic, 1978 (Sud-Est de l'Europe)
- C. dispar longipteron Yin, 1982 (En Chine uniquement)
- C. dispar major Uvarov, 1925 (Est de l'Oural)

## Synonymie
- C. dispar dispar :
  - Gryllus platypterus Ocskay, 1832
  - C. dispar macroptera Chopard, 1922
  - Podisma smilacea Fischer von Waldheim, 1846
- C. dispar major :
  - C. dispar orientalis Dirsh, 1929